# Xavier Olin
Pour les articles homonymes, voir Olin.
Victor Xavier Olin (Bruxelles, 14 décembre 1836 – Saint-Gilles, 30 janvier 1899) est un juriste, un industriel et un homme politique belge.

## Biographie
Victor Xavier Olin est né à Bruxelles le 14 décembre 1836, à quatre heures du matin, à la rue de la Montagne, comme fils de Babolin Nicolas Ysaÿe Olin, relieur, et de son épouse Barbe Joséphine Humé.  
Docteur en droit diplômé de l’Université libre de Bruxelles (1858), Victor Xavier Olin s’inscrit au barreau de sa ville natale en 1861. Né de parents français, il obtient en 1864 la grande naturalisation belge. Sa sœur, Adèle Olin, épouse à Bruxelles en 1864 Edmond Picard qui était son ami. Xavier Olin lui-même épouse, sur le tard car il allait avoir 40 ans, à Toulouse, le 28 août 1876 Jeanne Charlotte Marie Guillaume, née à Moissac en 1856 et qui était la fille de sa cousine germaine. Ils eurent plusieurs enfants.  
Trois ans après son inscription au barreau, il défend, en 1864, une thèse intitulée Le droit répressif dans ses rapports avec le territoire pour obtenir le grade de docteur agrégé près de la faculté de droit où il avait reçu sa formation initiale et où il fut bientôt chargé du cours de droit naturel.
En 1868, il se voyait associé à la société en commandite « Olin et fils » qui exploitait un commerce de papiers et de cartonnages à Bruxelles, ainsi que deux papeteries établies sur le territoire de Virginal-Samme, dans le Brabant wallon. Membre de la Ligue de l'enseignement, pratiquement depuis sa fondation en 1864, cofondateur en 1865 de La Liberté, organe libéral progressiste, il fut initié dans la loge bruxelloise Les Amis philanthropes en 1877.
Depuis le 26 juin de l'année précédente, il est professeur ordinaire à l’Université libre de Bruxelles. Quelques mois plus tard, les électeurs de l’arrondissement de Nivelles lui offrent par ailleurs un siège à la Chambre de Représentants devant laquelle il présente le rapport sur le projet de révision de la loi relative à l’instruction primaire qui, une fois adoptée, déclenche la première guerre scolaire en Belgique (1879).
Son université lui confie la charge de recteur pour l’année académique 1879-1880 et, en 1882, après la démission du ministre Charles Sainctelette, il hérite du portefeuille des Travaux publics au sein ministère Waltère Frère-Orban.
Aux élections générales de 1884, qui voit le retour en force du Parti catholique, il perd son mandat et ne devait plus le retrouver par la suite.
Il meurt à son domicile du n° 2 de la rue Bosquet à Saint-Gilles le 30 janvier 1899. Un article nécrologique lui fut consacré en première page du journal L'Indépendance belge.